# Convocazioni per la FIFA Confederations Cup 1999
Elenco dei giocatori convocati da ciascuna Nazionale di calcio partecipante alla FIFA Confederations Cup 1999.

## Gruppo A

### Bolivia
Allenatore:  Héctor Veira
| N. | Pos. | Giocatore             | Data nascita (età)          | Pres. | Squadra                |
| -- | ---- | --------------------- | --------------------------- | ----- | ---------------------- |
| 1  | P    | José Carlos Fernández | 24 gennaio 1971 (28 anni)   |       | Club Blooming          |
| 2  | D    | Juan Manuel Peña      | 17 gennaio 1973 (26 anni)   |       | Real Valladolid        |
| 3  | D    | Ronald Arana          | 18 gennaio 1977 (22 anni)   |       | The Strongest          |
| 4  | C    | Lorgio Álvarez        | 29 giugno 1978 (21 anni)    |       | Club Blooming          |
| 5  | D    | Óscar Sánchez         | 16 luglio 1971 (28 anni)    |       | Independiente          |
| 6  | C    | Luis Cristaldo        | 31 agosto 1969 (29 anni)    |       | Sporting Gijón         |
| 7  | A    | Limberg Gutiérrez     | 19 novembre 1977 (21 anni)  |       | Club Blooming          |
| 8  | C    | Rubén Tufiño          | 9 gennaio 1970 (29 anni)    |       | Club Blooming          |
| 9  | A    | Jaime Moreno          | 19 gennaio 1974 (25 anni)   |       | D.C. United            |
| 10 | C    | Marco Etcheverry      | 26 settembre 1970 (28 anni) |       | D.C. United            |
| 11 | A    | Gonzalo Galindo       | 20 ottobre 1974 (24 anni)   |       | Club Jorge Wilstermann |
| 12 | P    | Sergio Galarza        | 25 agosto 1975 (23 anni)    |       | Real Santa Cruz        |
| 13 | A    | Joaquín Botero        | 10 dicembre 1977 (21 anni)  |       | Club Bolívar           |
| 14 | C    | Erwin Sánchez         | 19 ottobre 1969 (29 anni)   |       | Boavista               |
| 15 | A    | Martín Menacho        | 7 agosto 1973 (25 anni)     |       | Club Blooming          |
| 16 | C    | Vladimir Soria        | 15 luglio 1964 (35 anni)    |       | Club Bolívar           |
| 17 | C    | Raúl Justiniano       | 29 settembre 1977 (21 anni) |       | Club Blooming          |
| 18 | D    | Gustavo Quinteros     | 15 febbraio 1965 (34 anni)  |       | Argentinos Juniors     |
| 19 | D    | Iván Castillo         | 11 luglio 1970 (29 anni)    |       | Gimnasia (J)           |
| 20 | D    | Renny Ribera          | 30 gennaio 1974 (25 anni)   |       | Club Blooming          |

### Egitto
Allenatore:  Mahmoud El-Gohary
| N. | Pos. | Giocatore             | Data nascita (età)         | Pres. | Squadra          |
| -- | ---- | --------------------- | -------------------------- | ----- | ---------------- |
| 1  | P    | Nader El-Sayed        | 31 dicembre 1972 (26 anni) |       | Clubb Brugge     |
| 2  | D    | Ibrahim Hassan        | 10 agosto 1966 (32 anni)   |       | Al-Ahly          |
| 3  | D    | Mohammed Emara        | 10 giugno 1974 (25 anni)   |       | Hansa Rostock    |
| 4  | C    | Hany Ramzy            | 10 marzo 1969 (30 anni)    |       | Kaiserslautern   |
| 5  | D    | Samir Kamouna         | 2 aprile 1972 (27 anni)    |       | Kaiserslautern   |
| 6  | D    | Medhat Abdel-Hady     | 12 luglio 1974 (25 anni)   |       | Kocaelispor      |
| 7  | D    | Mohamed Youssef       | 9 ottobre 1970 (28 anni)   |       | Al-Ahly          |
| 8  | C    | Yasser Radwan         | 22 aprile 1972 (27 anni)   |       | Hansa Rostock    |
| 9  | A    | Hossam Hassan         | 10 agosto 1966 (32 anni)   |       | Al-Ahly          |
| 10 | A    | Abdel Sattar Sabry    | 19 giugno 1974 (25 anni)   |       | PAOK             |
| 11 | C    | Yasser Rayan          | 26 marzo 1970 (29 anni)    |       | Al-Ahly          |
| 12 | C    | Hady Khashaba         | 19 dicembre 1972 (26 anni) |       | Al-Ahly          |
| 13 | A    | Abdel-Hamid Bassiouny | 15 dicembre 1971 (27 anni) |       | El Zamalek       |
| 14 | A    | Hazem Emam            | 10 maggio 1975 (24 anni)   |       | De Graafschap    |
| 15 | D    | Abdel El-Saqua        | 30 gennaio 1974 (25 anni)  |       | Al-Mansurah Club |
| 16 | P    | Essam El-Hadary       | 15 gennaio 1973 (26 anni)  |       | Al-Ahly          |
| 17 | C    | Ahmed Hassan          | 2 maggio 1975 (24 anni)    |       | Kocaelispor      |
| 18 | C    | Hossam Abdelmoneim    | 12 febbraio 1975 (24 anni) |       | Zamalek          |
| 19 | A    | Khaled El-Amin        | 6 ottobre 1976 (22 anni)   |       | Ismaily          |
| 20 | C    | Walid Salah-El-Din    | 27 ottobre 1971 (27 anni)  |       | Al-Ahly          |

### Messico
Allenatore:  Manuel Lapuente
| N. | Pos. | Giocatore           | Data nascita (età)         | Pres. | Squadra              |
| -- | ---- | ------------------- | -------------------------- | ----- | -------------------- |
| 1  | P    | Jorge Campos        | 15 ottobre 1966 (32 anni)  |       | Universidad Nacional |
| 2  | D    | Claudio Suárez      | 17 dicembre 1968 (30 anni) |       | Guadalajara          |
| 3  | D    | Joel Sánchez        | 17 agosto 1974 (24 anni)   |       | Club América         |
| 4  | D    | Rafael Márquez      | 13 febbraio 1979 (20 anni) |       | Atlas                |
| 5  | C    | Gerardo Torrado     | 30 aprile 1979 (20 anni)   |       | Universidad Nacional |
| 6  | C    | Germán Villa        | 2 aprile 1973 (26 anni)    |       | Necaxa               |
| 7  | C    | Ramón Ramírez       | 5 dicembre 1969 (29 anni)  |       | UANL Tigres          |
| 8  | C    | Alberto García Aspe | 11 maggio 1967 (32 anni)   |       | Club América         |
| 9  | A    | José Manuel Abundis | 11 giugno 1973 (26 anni)   |       | Toluca               |
| 10 | A    | Cuauhtémoc Blanco   | 17 gennaio 1973 (26 anni)  |       | Club América         |
| 11 | A    | Daniel Osorno       | 16 marzo 1979 (20 anni)    |       | Atlas                |
| 12 | P    | Óscar Pérez         | 1º febbraio 1973 (26 anni) |       | Cruz Azul            |
| 13 | C    | Pável Pardo         | 26 luglio 1976 (22 anni)   |       | Club América         |
| 14 | D    | Isaac Terrazas      | 23 giugno 1973 (26 anni)   |       | Club América         |
| 15 | A    | Luis Hernández      | 22 dicembre 1968 (30 anni) |       | UANL Tigres          |
| 16 | C    | Jesús Arellano      | 8 maggio 1973 (26 anni)    |       | Guadalajara          |
| 17 | A    | Francisco Palencia  | 28 aprile 1973 (26 anni)   |       | Cruz Azul            |
| 18 | D    | Salvador Carmona    | 22 agosto 1975 (23 anni)   |       | Toluca               |
| 19 | C    | Miguel Zepeda       | 25 maggio 1976 (23 anni)   |       | Atlas                |
| 20 | C    | Rafael García       | 14 agosto 1974 (24 anni)   |       | Toluca               |

### Arabia Saudita
Allenatore:  Milan Máčala
| N. | Pos. | Giocatore            | Data nascita (età)          | Pres. | Squadra    |
| -- | ---- | -------------------- | --------------------------- | ----- | ---------- |
| 1  | P    | Mohamed Al-Deayea    | 2 agosto 1972 (26 anni)     |       | Al-Ta'ee   |
| 2  | D    | Mohammed Al-Jahani   | 28 settembre 1974 (24 anni) |       | Al-Ahli    |
| 3  | D    | Mohammed Al-Khilaiwi | 24 maggio 1971 (28 anni)    |       | Al-Ittihad |
| 4  | D    | Abdullah Zubromawi   | 15 novembre 1973 (25 anni)  |       | Al-Ahli    |
| 5  | D    | Saleh Al-Dawod       | 24 settembre 1968 (30 anni) |       | Al-Shabab  |
| 6  | C    | Ibrahim Al-Harbi     | 10 luglio 1975 (24 anni)    |       | Al-Nasr    |
| 7  | C    | Ibrahim Al-Shahrani  | 21 luglio 1974 (25 anni)    |       | Al-Ahli    |
| 8  | C    | Mohammed Noor        | 26 febbraio 1978 (21 anni)  |       | Al-Ittihad |
| 9  | C    | Marzouq Al-Otaibi    | 7 novembre 1975 (23 anni)   |       | Al-Shabab  |
| 10 | C    | Khaled Gahwji        | 7 luglio 1975 (24 anni)     |       | Al-Ahli    |
| 11 | P    | Tisir Al-Antaif      | 16 febbraio 1974 (25 anni)  |       | Al-Ittifaq |
| 12 | P    | Hussein Al-Sadiq     | 15 ottobre 1973 (25 anni)   |       | Al-Ittihad |
| 13 | D    | Hussein Sulaimani    | 21 gennaio 1977 (22 anni)   |       | Al-Ahli    |
| 14 | A    | Abdullah Bin Shehan  | 10 agosto 1976 (22 anni)    |       | Al-Shabab  |
| 15 | C    | Fahad Al-Subaie      | 15 novembre 1979 (19 anni)  |       | Al-Shabab  |
| 16 | D    | Ibrahim Al-Shokia    | 30 giugno 1975 (24 anni)    |       | Al-Nasr    |
| 17 | D    | Abdullah Al-Waked    | 29 settembre 1975 (23 anni) |       | Al-Shabab  |
| 18 | A    | Nawaf Al-Temyat      | 28 giugno 1976 (23 anni)    |       | Al-Hilal   |
| 19 | A    | Hamzah Idris         | 8 ottobre 1972 (26 anni)    |       | Al-Ittihad |
| 20 | D    | Mohsin Harthi        | 17 luglio 1976 (23 anni)    |       | Al-Nasr    |

## Gruppo B

### Brasile
Allenatore:  Wanderley Luxemburgo
| N. | Pos. | Giocatore        | Data nascita (età)          | Pres. | Squadra             |
| -- | ---- | ---------------- | --------------------------- | ----- | ------------------- |
| 1  | P    | Dida             | 7 ottobre 1973 (25 anni)    |       | Corinthians         |
| 2  | D    | Evanílson        | 12 settembre 1975 (23 anni) |       | Cruzeiro            |
| 3  | D    | Odvan            | 26 marzo 1974 (25 anni)     |       | Vasco da Gama       |
| 4  | D    | João Carlos      | 10 settembre 1972 (26 anni) |       | Corinthians         |
| 5  | C    | Flávio Conceição | 13 giugno 1974 (25 anni)    |       | Deportivo La Coruña |
| 6  | D    | Serginho         | 27 giugno 1971 (28 anni)    |       | San Paolo           |
| 7  | A    | Ronaldinho       | 21 marzo 1980 (19 anni)     |       | Grêmio              |
| 8  | C    | Émerson          | 4 aprile 1976 (23 anni)     |       | Bayer Leverkusen    |
| 9  | A    | Christian        | 23 aprile 1975 (24 anni)    |       | Internacional       |
| 10 | C    | Alex             | 14 settembre 1977 (21 anni) |       | Palmeiras           |
| 11 | C    | Zé Roberto       | 6 luglio 1974 (25 anni)     |       | Bayer Leverkusen    |
| 12 | P    | Marcos           | 4 agosto 1973 (25 anni)     |       | Palmeiras           |
| 13 | D    | César Belli      | 16 novembre 1975 (23 anni)  |       | Portuguesa          |
| 14 | D    | Luiz Alberto     | 1º dicembre 1977 (21 anni)  |       | Flamengo            |
| 15 | C    | Marcos Paulo     | 11 maggio 1977 (22 anni)    |       | Cruzeiro            |
| 16 | D    | Athirson         | 16 gennaio 1977 (22 anni)   |       | Flamengo            |
| 17 | C    | Beto             | 7 gennaio 1975 (24 anni)    |       | Flamengo            |
| 18 | A    | Roni             | 28 aprile 1977 (22 anni)    |       | Fluminense          |
| 19 | A    | Warley           | 13 febbraio 1978 (21 anni)  |       | San Paolo           |
| 20 | C    | Vampeta          | 13 marzo 1974 (25 anni)     |       | Corinthians         |

### Germania
Allenatore:  Erich Ribbeck
| N. | Pos. | Giocatore       | Data nascita (età)          | Pres. | Squadra                  |
| -- | ---- | --------------- | --------------------------- | ----- | ------------------------ |
| 1  | P    | Jens Lehmann    | 10 novembre 1969 (29 anni)  |       | Milan                    |
| 2  | D    | Christian Wörns | 10 maggio 1972 (27 anni)    |       | Paris Saint-Germain      |
| 3  | D    | Jörg Heinrich   | 6 dicembre 1969 (29 anni)   |       | Fiorentina               |
| 4  | D    | Thomas Linke    | 26 dicembre 1969 (29 anni)  |       | Bayern Monaco            |
| 5  | D    | Mustafa Doğan   | 1º gennaio 1976 (23 anni)   |       | Fenerbahçe               |
| 6  | C    | Ronald Maul     | 13 febbraio 1973 (26 anni)  |       | Arminia Bielefeld        |
| 7  | C    | Mehmet Scholl   | 16 ottobre 1970 (28 anni)   |       | Bayern Monaco            |
| 8  | C    | Dariusz Wosz    | 8 giugno 1969 (30 anni)     |       | Bochum                   |
| 9  | A    | Olaf Marschall  | 19 marzo 1966 (33 anni)     |       | Kaiserslautern           |
| 10 | C    | Lothar Matthäus | 21 marzo 1961 (38 anni)     |       | Bayern Monaco            |
| 11 | A    | Michael Preetz  | 17 agosto 1967 (31 anni)    |       | Hertha Berlino           |
| 12 | P    | Robert Enke     | 24 agosto 1977 (21 anni)    |       | Borussia Mönchengladbach |
| 13 | A    | Oliver Neuville | 1º maggio 1973 (26 anni)    |       | Hansa Rostock            |
| 14 | C    | Frank Baumann   | 29 ottobre 1975 (23 anni)   |       | Norimberga               |
| 15 | C    | Michael Ballack | 26 settembre 1976 (22 anni) |       | Kaiserslautern           |
| 16 | C    | Bernd Schneider | 17 novembre 1973 (25 anni)  |       | Eintracht Francoforte    |
| 17 | D    | Heiko Gerber    | 11 luglio 1972 (27 anni)    |       | Norimberga               |
| 18 | C    | Lars Ricken     | 10 luglio 1976 (23 anni)    |       | Borussia Dortmund        |
| 19 | C    | Horst Heldt     | 9 dicembre 1969 (29 anni)   |       | Monaco 1860              |
| 20 | A    | Paulo Rink      | 21 febbraio 1973 (26 anni)  |       | Bayer Leverkusen         |

### Nuova Zelanda
Allenatore:  Ken Dugdale
| N. | Pos. | Giocatore              | Data nascita (età)         | Pres. | Squadra            |
| -- | ---- | ---------------------- | -------------------------- | ----- | ------------------ |
| 1  | P    | Jason Batty            | 23 marzo 1971 (28 anni)    | 34    | Geylang United     |
| 2  | C    | Chris Zoricich         | 3 maggio 1969 (30 anni)    | 39    | Brisbane Strikers  |
| 3  | D    | Sean Douglas           | 3 maggio 1972 (27 anni)    | 4     | Carlton            |
| 4  | D    | Che Bunce              | 29 agosto 1975 (23 anni)   | 3     | Breiðablik UBK     |
| 5  | D    | Jonathan Perry         | 22 novembre 1976 (22 anni) | 3     | Metro              |
| 6  | C    | Gavin Wilkinson        | 5 novembre 1973 (25 anni)  | 16    | Perth Glory        |
| 7  | C    | Mark Burton            | 18 maggio 1974 (25 anni)   | 8     | BSV Kickers Emden  |
| 8  | C    | Aaran Lines            | 27 dicembre 1976 (22 anni) | 4     | Osnabrück          |
| 9  | A    | Paul Urlović           | 21 novembre 1978 (20 anni) | 2     | Central United     |
| 10 | C    | Chris Jackson          | 18 luglio 1970 (29 anni)   | 34    | Napier City Rovers |
| 11 | C    | Heremaia Ngata         | 24 agosto 1971 (27 anni)   | 19    | North Shore United |
| 12 | C    | Mark Atkinson          | 16 febbraio 1970 (29 anni) | 11    | Carlton            |
| 13 | C    | Christian Bouckenooghe | 7 febbraio 1977 (22 anni)  | 2     | Roeselare          |
| 14 | D    | Ryan Nelsen            | 18 ottobre 1977 (21 anni)  | -     | Greensboro College |
| 15 | D    | Ivan Vicelich          | 3 settembre 1976 (22 anni) | 13    | Central United     |
| 16 | A    | Vaughan Coveny         | 13 dicembre 1971 (27 anni) | 44    | Southern Melbourne |
| 17 | A    | Mark Elrick            | 7 aprile 1967 (32 anni)    | 22    | Central United     |
| 18 | D    | Scott Smith            | 6 marzo 1975 (24 anni)     | 2     | Woking             |
| 19 | P    | Michael Utting         | 26 maggio 1970 (29 anni)   | 4     | Supersport United  |
| 20 | P    | Ross Nicholson         | 8 agosto 1975 (23 anni)    | 1     | Central United     |

### Stati Uniti
Allenatore:  Bruce Arena
| N. | Pos. | Giocatore       | Data nascita (età)          | Pres. | Squadra                |
| -- | ---- | --------------- | --------------------------- | ----- | ---------------------- |
| 1  | P    | Brad Friedel    | 18 maggio 1971 (28 anni)    |       | Liverpool              |
| 2  | C    | Frankie Hejduk  | 5 agosto 1974 (24 anni)     |       | Bayer Leverkusen       |
| 3  | D    | Gregg Berhalter | 1º agosto 1973 (25 anni)    |       | SC Cambuur             |
| 4  | D    | Robin Fraser    | 17 dicembre 1966 (32 anni)  |       | Los Angeles Galaxy     |
| 5  | D    | C.J. Brown      | 15 giugno 1975 (24 anni)    |       | Chicago Fire           |
| 6  | C    | John Harkes     | 8 marzo 1967 (32 anni)      |       | New England Revolution |
| 7  | C    | Eddie Lewis     | 17 maggio 1974 (25 anni)    |       | San Jose Clash         |
| 8  | C    | Earnie Stewart  | 28 marzo 1969 (30 anni)     |       | NAC Breda              |
| 9  | A    | Joe-Max Moore   | 23 febbraio 1971 (28 anni)  |       | New England Revolution |
| 10 | A    | Jovan Kirovski  | 18 marzo 1976 (23 anni)     |       | Borussia Dortmund      |
| 11 | C    | Paul Bravo      | 19 giugno 1968 (31 anni)    |       | Colorado Rapids        |
| 12 | D    | Jeff Agoos      | 2 maggio 1968 (31 anni)     |       | D.C. United            |
| 13 | C    | Cobi Jones      | 16 giugno 1970 (29 anni)    |       | Los Angeles Galaxy     |
| 14 | D    | Matt McKeon     | 24 settembre 1974 (24 anni) |       | Colorado Rapids        |
| 15 | C    | Richie Williams | 3 giugno 1970 (29 anni)     |       | D.C. United            |
| 16 | D    | Carlos Llamosa  | 30 giugno 1969 (30 anni)    |       | D.C. United            |
| 17 | D    | Marcelo Balboa  | 8 agosto 1967 (31 anni)     |       | Colorado Rapids        |
| 18 | P    | Kasey Keller    | 29 novembre 1969 (29 anni)  |       | Rayo Vallecano         |
| 19 | C    | Ben Olsen       | 3 maggio 1977 (22 anni)     |       | D.C. United            |
| 20 | A    | Brian McBride   | 19 giugno 1972 (27 anni)    |       | Columbus Crew          |